# Наследие Венгрии

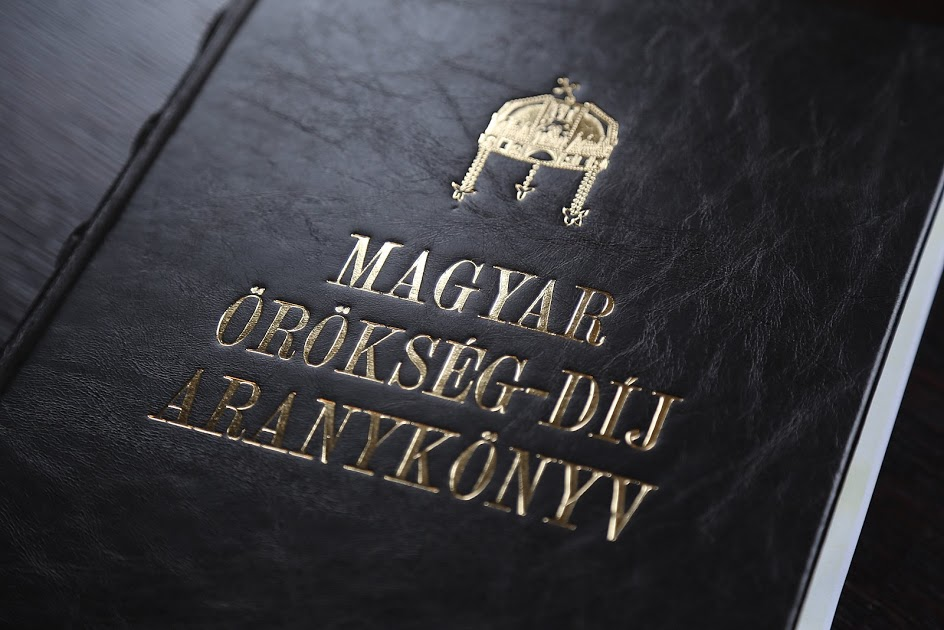
Золотая книга премии «Наследие Венгрии»

Премия «Наследие Венгрии» (венг. Magyar Örökség díj) — награда, присуждаемая ежеквартально венгерским лицам, учреждениям и группам, которые внесли вклад в моральное и интеллектуальное развитие венгерской культуры, экономики, спорта и науки для обеспечения духовного подъема венгерского общества. Вместе они образуют «Невидимый духовный музей Венгрии».
Основная задача премии «Наследие Венгрии» — представить венгерские ценности современности и сохранить их для потомков.
Премия была учреждена в 1995 году. Первые пять лет премией были удостоены номинанты за достижения после 1945 года. Позже она стала присуждаться за период, начиная с начала XX-го века. Заполненные Золотые книги премии «Наследие Венгрии» хранятся в Венгерском национальном музее.
Награды вручаются четыре раза в год, в весеннее (21 марта) и осеннее (23 сентября) равноденствие, а в субботу, ближайшую к солнцестоянию, ближе к летнему (21 июня) и зимнему (23 декабря) солнцестоянию.